# Ayako (nome)
Ayako  è un nome proprio di persona giapponese femminile.

## Origine e diffusione
Come la maggioranza dei nomi giapponesi, Ayako può essere formato da diverse combinazioni di due kanji; quello corrispondente al suono aya può essere 彩 ("colore") 綾 ("disegno", "progetto") o 絢 ("motivo di un tessuto", "motivo di kimono"), mentre quello corrispondente a ko può essere 子 ("bambino").
Entrambi sono suono comuni nell'onomastica giapponese; il primo si può ritrovare anche nei nomi Aya, Ayaka e Ayano, il secondo in Tamiko, Chiyoko, Keiko, Aiko, Akiko, Fujiko, Naoko, Sachiko, Yōko e Reiko.

## Onomastico
È un nome adespota, cioè privo di santa patrona; l'onomastico può essere festeggiato il 1º novembre, per la ricorrenza di Ognissanti.

## Persone
- Ayako Hamada, wrestler giapponese
- Ayako Hara, modella giapponese

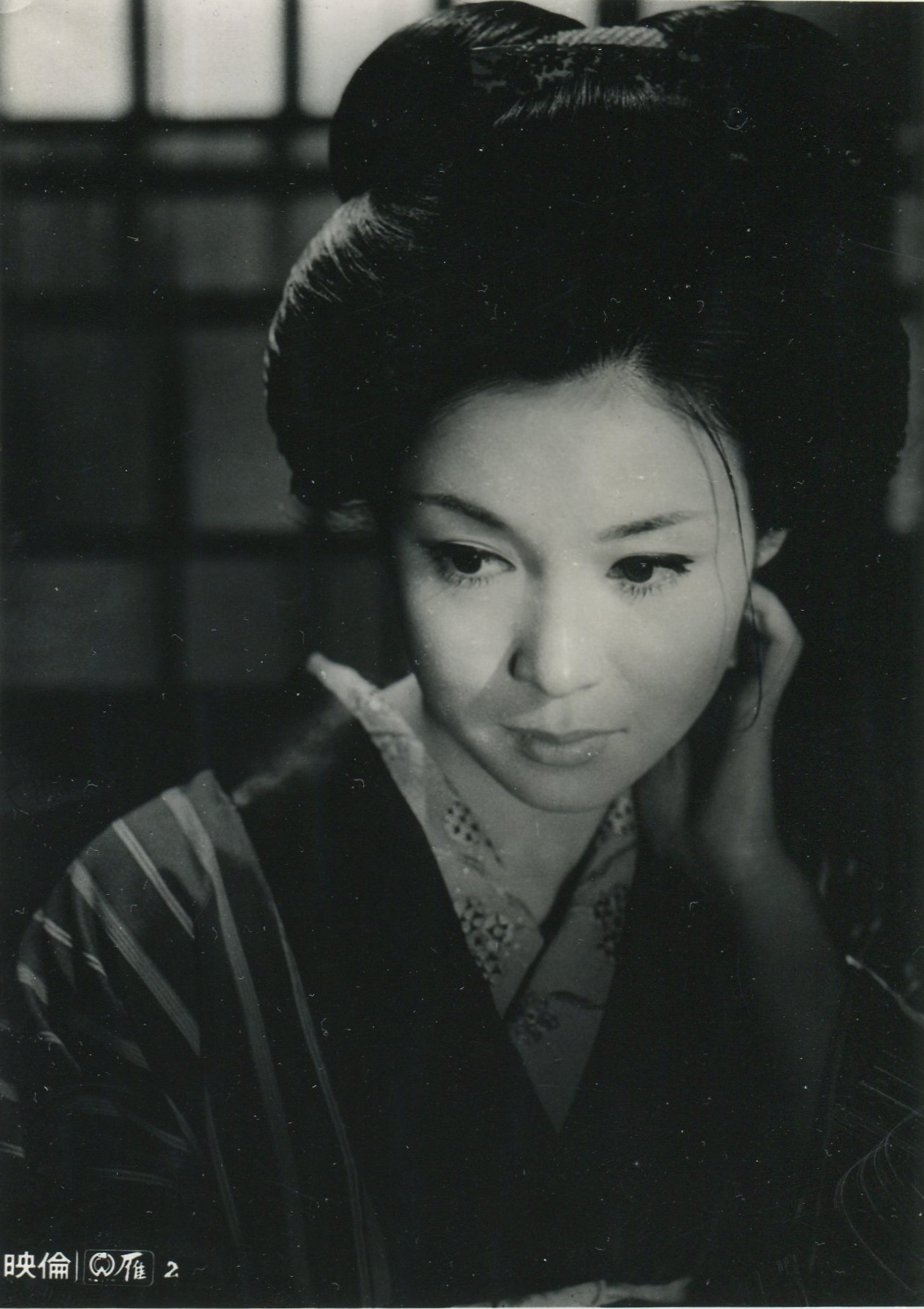
Ayako Wakao

- Ayako Kawasumi, doppiatrice giapponese
- Ayako Kimura, ostacolista giapponese
- Ayako Moriya, principessa giapponese
- Ayako Sana, pallavolista giapponese
- Ayako Shiraishi, doppiatrice giapponese
- Ayako Wakao, attrice giapponese

## Il nome nelle arti
- Ayako Suzuki è un personaggio della serie anime Detective Conan.